# Bärbel Löhnert
Barbara Löhnert zwana Bärbel, z domu Geißler (ur. 23 września 1942 w Ruhli) – niemiecka lekkoatletka, skoczkini w dal i wieloboistka. W czasie swojej kariery reprezentowała Niemiecką Republikę Demokratyczną.
Zajęła 8. miejsce w skoku w dal na mistrzostwach Europy w 1962 w Belgradzie. W finale Pucharu Europy w 1967 w Kijowie zajęła w tej konkurencji 4. miejsce.
Zdobyła srebrny medal w skoku w dal na europejskich igrzyskach halowych w 1968 w Madrycie, przegrywając jedynie z Berit Berthelsen z Norwegii, a wyprzedzając Vioricę Viscopoleanu z Rumunii. Na igrzyskach olimpijskich w 1968 w Meksyku zajęła 14. miejsce w tej konkurencji.
Była mistrzynią NRD w skoku w dal w 1967 i 1968 oraz wicemistrzynią w tej konkurencji w latach 1961–1964, a także mistrzynią w pięcioboju w 1967 i 1968. W hali była mistrzynią NRD w skoku w dal w 1967 i 1968 oraz wicemistrzynią w 1965.
21 lipca 1968 w Sokolovie poprawiła rekord NRD w skoku w dal osiągając odległość 6,49 m, jednak podczas tych samych zawodów utraciła go na rzecz Burghild Wieczorek, która uzyskała rezultat 6,57 m.
Rekord życiowy Löhnert w skoku w dal wynosił 6,53 m, ustanowiony 9 sierpnia 1968 w Erfurcie.